# 梅奇尼科韋
49°47′25″N 38°0′4″E / 49.79028°N 38.00111°E
梅奇尼科韋（烏克蘭語：Мечнікове）是位於烏克蘭東部的村莊，由哈爾科夫州庫皮揚斯克區的德沃里奇纳市镇負責管轄。該村始建於1932年，面積0.31平方公里，海拔高度170米，2001年人口142，人口密度每平方公里455.1人。